# Saint-Zénon
Saint-Zénon est une municipalité du Québec (Canada)  située dans la région administrative de la Lanaudière et dans la municipalité régionale de comté (MRC) de Matawinie. 

## Toponymie
La municipalité est nommée en l'honneur de Zénon de Vérone.

## Histoire
Le village est fondé en 1866 par l’abbé Provost et érigée canoniquement en 1870.

## Géographie
Le village se situe sur un plateau d'une altitude de 488 mètres. C'est la huitième plus haute localité au Québec. Le territoire de près de 500 km2 et est parsemé de plus de 200 lacs.

### Hydrographie
À partir du lac Sawin, dans le nord-ouest de la municipalité la rivière Sauvage coule vers le nord.
À partir du lac du Mardi, à l'est du village, la rivière Mastigouche coule vers le sud-est.
À partir du lac Nick, dans Saint-Guillaume-Nord,  rivière Noire coule à travers la municipalité du nord-ouest vers le sud.
À partir du lac à la Pluie, au sud-est de la municipalité, le Crique à David coule vers le sud-ouest en chevauchant la limite de la municipalité.
À partir du lac Lac Zénith, dans le sud-est de la municipalité, la rivière du Lac Gauthier coule vers le sud-est.

### Lacs
La région possède plusieurs lacs dont :
- le Lac Saint-Stanislas
- le Lac Bouchette
- le Lac Crépeau
- le Lac Forest
- le Lac Jobin
- le Lac Nick
- le Lac Rémi
- le Lac Saint-Louis
- le Lac Poisson
- Le Lac du Nord
- le Petit Lac Poisson
- le Lac Saint-Sébastien
- le Lac Croche
- Le Lac Pajeau
- Le Lac à Eugène

## Démographie
| 1991  | 1996  | 2001  | 2006  | 2011  | 2016  | 2021  |
| ----- | ----- | ----- | ----- | ----- | ----- | ----- |
| 1 067 | 1 146 | 1 180 | 1 379 | 1 250 | 1 120 | 1 317 |

## Administration
Les élections municipales se font en bloc pour le maire et les six conseillers.
| Saint-Zénon Maires depuis 2003                                                                                       |                  |         |          |
| Élection | Maire            | Qualité | Résultat |
| 2003 | Murielle Richard |         | Voir     |
| 2005 | Murielle Richard | Voir    |          |
| 2009 | Eddy St-Georges  |         | Voir     |
| 2013 | Richard Rondeau  |         | Voir     |
| 2017 | Richard Rondeau  | Voir    |          |
| 2021 | Karl Lacouvée    |         | Voir     |
| Élection partielle en italique Depuis 2005, les élections sont simultanées dans toutes les municipalités québécoises |                  |         |          |

## Économie
Son économie repose sur le tourisme, la chasse et la pêche et la foresterie.

## Éducation
La Commission scolaire des Samares administre les écoles francophones:
- École Bérard[8]

La Commission scolaire Sir Wilfrid Laurier administre les écoles anglophones secondaires:
- École secondaire Joliette à Joliette[9]

## Jumelage
Astaffort (France) depuis 1992

## Faits divers
Anny Malo, couronnée trois fois championne du monde d'une importante compétition de traîneaux à chiens tenue au Wyoming, habite à Saint-Zénon avec sa famille.